# Thomas Alexandre Dumas
Thomas Alexandre Dumas (ur. 25 marca 1762 w Jérémie, Saint-Domingue na wyspie Haiti; zm. 26 lutego 1806 w Villers-Cotterêts, Francja) – generał francuski, ojciec pisarza Alexandre'a Dumasa.

## Biografia
Był synem francuskiego plantatora, markiza de la Pailleterie i czarnoskórej niewolnicy Cessette Dumas.
Do Francji przyjechał z ojcem w 1780. Po ożenku ojca z Françoise Retou, Thomas Alexandre wstąpił do pułku dragonów królowej, w którym w lutym 1792 został brygadierem.
Po wybuchu rewolucji został podpułkownikiem kawalerii w Wolnym Legionie Amerykanów. W dniu 30 lipca 1793 został generałem w rewolucyjnej Armii Północnej, a 3 września 1793 awansował na generała dywizji i został mianowany dowódcą armii pirenejskiej. Po konfliktach z komisarzami rewolucyjnymi z Bayonne przeniesiono go do Wandei, a potem w Alpy, gdzie wsławił się zdobyciem góry Cenis. W 1794 Komitet Ocalenia Publicznego mianował go dowódcą szkoły wojskowej.
Po obaleniu Robespierre'a przeniesiono go do armii Sambry i Mozy. W 1795 Dumas podał się do dymisji i zamieszkał z żoną, Marie-Louise Labouret, w Villers-Cotterêts.
W 1796 Dumas wstąpił do armii Napoleona i służył pod rozkazami Messeny w kampanii włoskiej, w której zyskał sławę niemalże bohatera, a wrogowie nazwali go Czarnym Diabłem. W czasie kampanii egipskiej, gdzie został dowódcą jazdy, popadł w konflikt z Napoleonem, otwarcie krytykując sposób prowadzenia przez niego kampanii. Pod koniec kampanii udał się na urlop we Francji, lecz w czasie podróży przez Włochy został uwięziony w Taranto, a z więzienia uwolnił go dopiero pokój z 1801.
Chory na raka Dumas udał się w rodzinne strony. Przeniesiony w stan spoczynku zmarł w 1806 roku.